# Mağusa Türk Gücü SK
Mağusa Türk Gücü SK is een omnisportvereniging uit Mağusa in de Turkse Republiek Noord-Cyprus.
De club is opgericht in 1945 en speelt haar thuiswedstrijden in het Dr. Fazıl Küçük Stadion. De clubkleuren zijn geel en groen. De voetbalafdeling speelt op het hoogste niveau en de club heeft ook een succesvolle volleybal- en schaakafdeling.

## Erelijst voetbal
- Landskampioen: 1968, 1976, 1978, 1979, 1981, 1982, 2006, 2016, 2019
- Turks-Cypriotische beker: 1961, 1977, 1979, 1983, 1987
- Turks-Cypriotische Supercup: 1983, 1986
- İkinci Lig: 2003

## Bekende (oud)-spelers
- Eyong Enoh
- Pius Ikedia
- Anthony Obodai

Alsancak · Baf Ülkü Yurdu · Binatlı · Cihangir · Çetinkaya · Doğan Türk Birliği · Düzkaya Kültür Ocağı · Gençlik Gücü · Göçmenköy İdman Yurdu · Gönyeli · Hamitköy · Küçük Kaymaklı · Lefke · Mağusa Türk Gücü · Türk Ocağı · Yenicami